# Gorgasia preclara

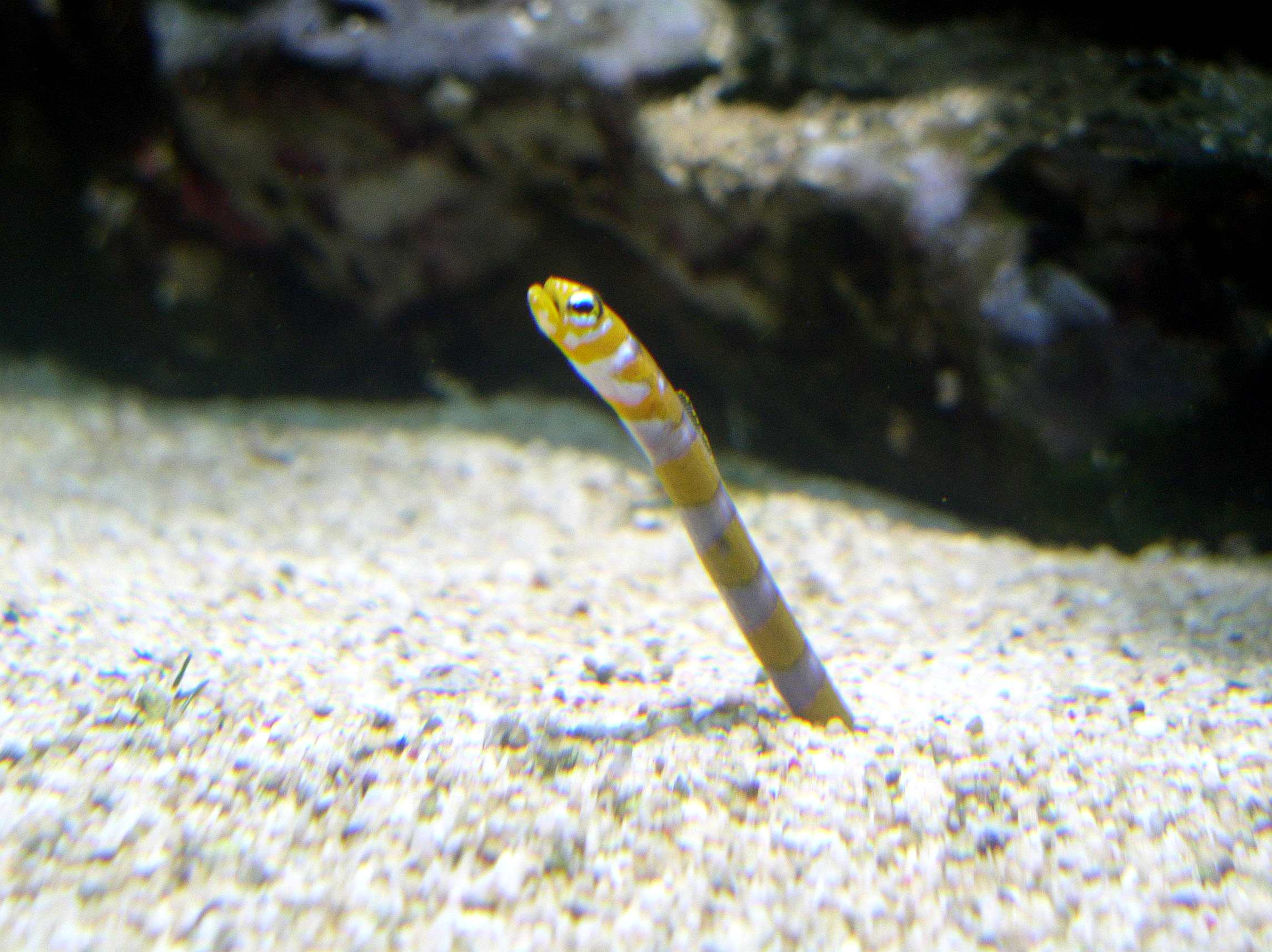
Gorgasia preclara

Gorgasia preclara és una espècie de peix pertanyent a la família dels còngrids.

## Descripció
- Pot arribar a fer 40 cm de llargària màxima.
- Nombre de vèrtebres: 144-156.
- Fa al voltant de 10 mm de diàmetre.
- Aletes pectorals petites.
- Té franges de color groc a carabassa.[2][3][4]

## Alimentació
Menja plàncton.

## Hàbitat
És un peix marí, associat als esculls i de clima tropical que viu entre 15 i 38 m de fondària.

## Distribució geogràfica
Es troba des de les Maldives fins a Papua Nova Guinea, les illes Ryukyu, les Filipines i el mar del Corall.

## Observacions
És inofensiu per als humans.